# Nesagapostemon moronei
Nesagapostemon moronei — викопний вид перетинчастокрилих комах родини галіктид (Halictidae).

## Назва
Назва роду походить з двох слів: грецького «nesos», що означає «острів» (на честь острова Гаїті) та Agapostemon, рід сучасних галиктід. Видова назва moronei дана на честь Етторе Мороне, з колекції якого описаний вид.

## Опис
Вид описаний по зразку, що був знайдений у шматку бурштину на території Домініканської республіки. Комаха попала в бурштин приблизно 20-16 млн років тому. Це самиця, завдовжки 1 см. Тіло темно-коричневого забарвлення із зеленкувитим металевим відтінком.